# Epilampra
Epilampra är ett släkte av kackerlackor. Epilampra ingår i familjen jättekackerlackor.

## Dottertaxa tillEpilampra, i alfabetisk ordning[1]
- Epilampra abdomennigrum
- Epilampra acutipennis
- Epilampra amapae
- Epilampra amoena
- Epilampra anderi
- Epilampra atriventris
- Epilampra azteca
- Epilampra belli
- Epilampra berlandi
- Epilampra bivittata
- Epilampra brasiliensis
- Epilampra bromeliacea
- Epilampra bromeliadarum
- Epilampra burmeisteri
- Epilampra caizana
- Epilampra caliginosa
- Epilampra campestris
- Epilampra carinulata
- Epilampra carsevennae
- Epilampra castanea
- Epilampra catharina
- Epilampra cicatricosa
- Epilampra cinerascens
- Epilampra colorata
- Epilampra columbiana
- Epilampra conferta
- Epilampra conspersa
- Epilampra coriacea
- Epilampra crassa
- Epilampra crossea
- Epilampra cubensis
- Epilampra egregia
- Epilampra exploratrix
- Epilampra ferruginea
- Epilampra fugax
- Epilampra fusca
- Epilampra gatunae
- Epilampra grisea
- Epilampra guianae
- Epilampra gundlachi
- Epilampra haitensis
- Epilampra hamiltoni
- Epilampra heusseriana
- Epilampra heydeniana
- Epilampra hualpensis
- Epilampra imitatrix
- Epilampra insularis
- Epilampra involucris
- Epilampra irmleri
- Epilampra jamaicana
- Epilampra jorgenseni
- Epilampra josephi
- Epilampra latifrons
- Epilampra limbalis
- Epilampra maculicollis
- Epilampra maculifrons
- Epilampra maya
- Epilampra mexicana
- Epilampra mimosa
- Epilampra mona
- Epilampra mosela
- Epilampra quisqueiana
- Epilampra rothi
- Epilampra sabulosa
- Epilampra sagitta
- Epilampra santosi
- Epilampra shelfordi
- Epilampra sodalis
- Epilampra substrigata
- Epilampra tainana
- Epilampra taira
- Epilampra taracuae
- Epilampra testacea
- Epilampra thunbergi
- Epilampra unistilata
- Epilampra wheeleri
- Epilampra yersiniana